# Menz (Familie)

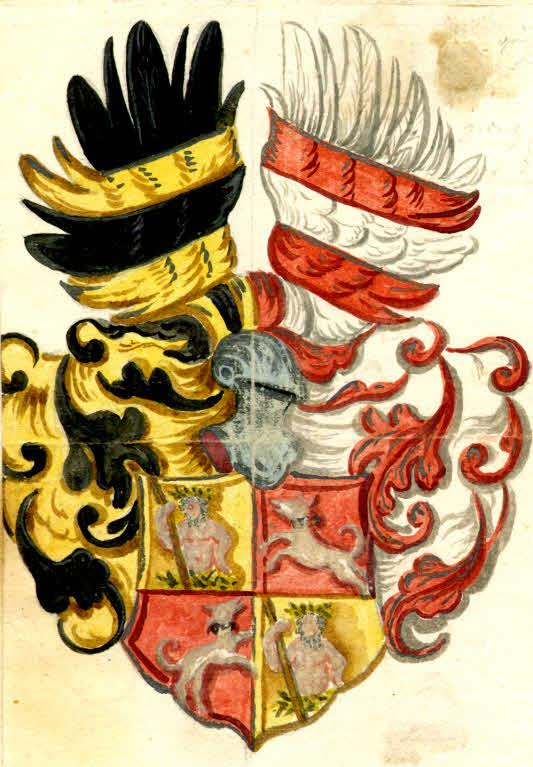
Geviertes Wappen der Edlen von Menz (1721)

Die Edlen von Menz waren eine bedeutende Kaufmannsfamilie aus Bozen, die 1721 in den erblichen Reichsritterstand erhoben wurde. Im Laufe der Jahrhunderte gelangten die Menz durch den internationalen Fernhandel zu Reichtum und Einfluss und verhalfen Bozen zur wirtschaftlichen Blüte. In ihren Besitz befanden sich im Umland eine Vielzahl von Ansitzen, Schlössern und Herrschaften. Durch Einheirat waren die Menz mit anderen altansässigen Bozner Kaufmannsfamilien versippt und verschwägert. Ab dem 19. Jahrhundert kam es zum wirtschaftlichen Niedergang.

## Geschichte

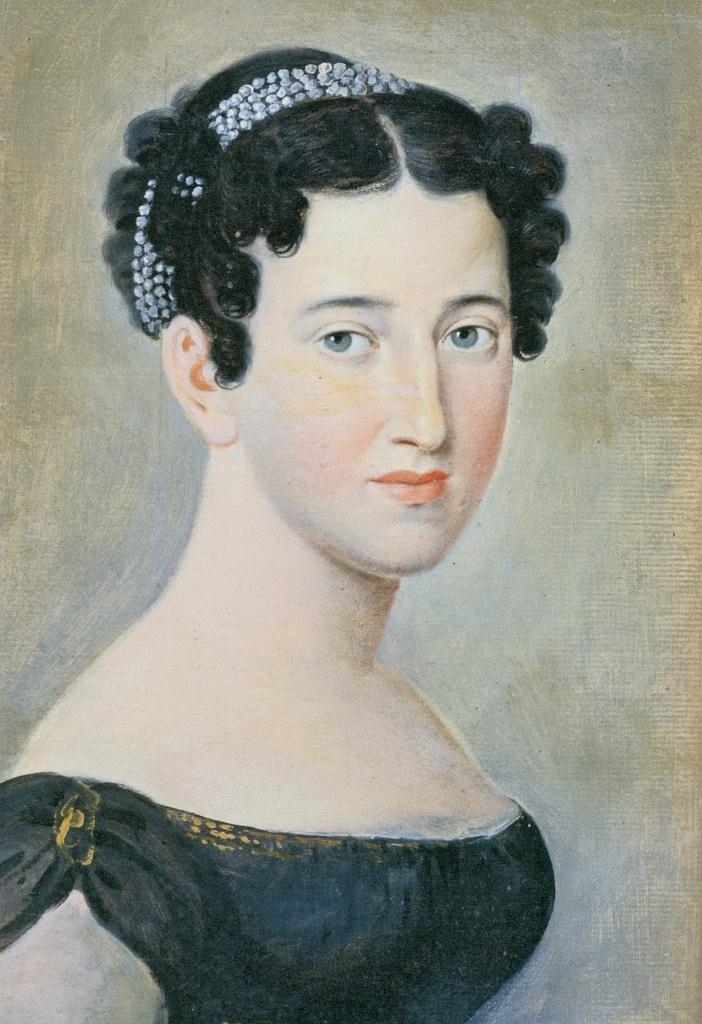
Annette von Menz (1796–1869)

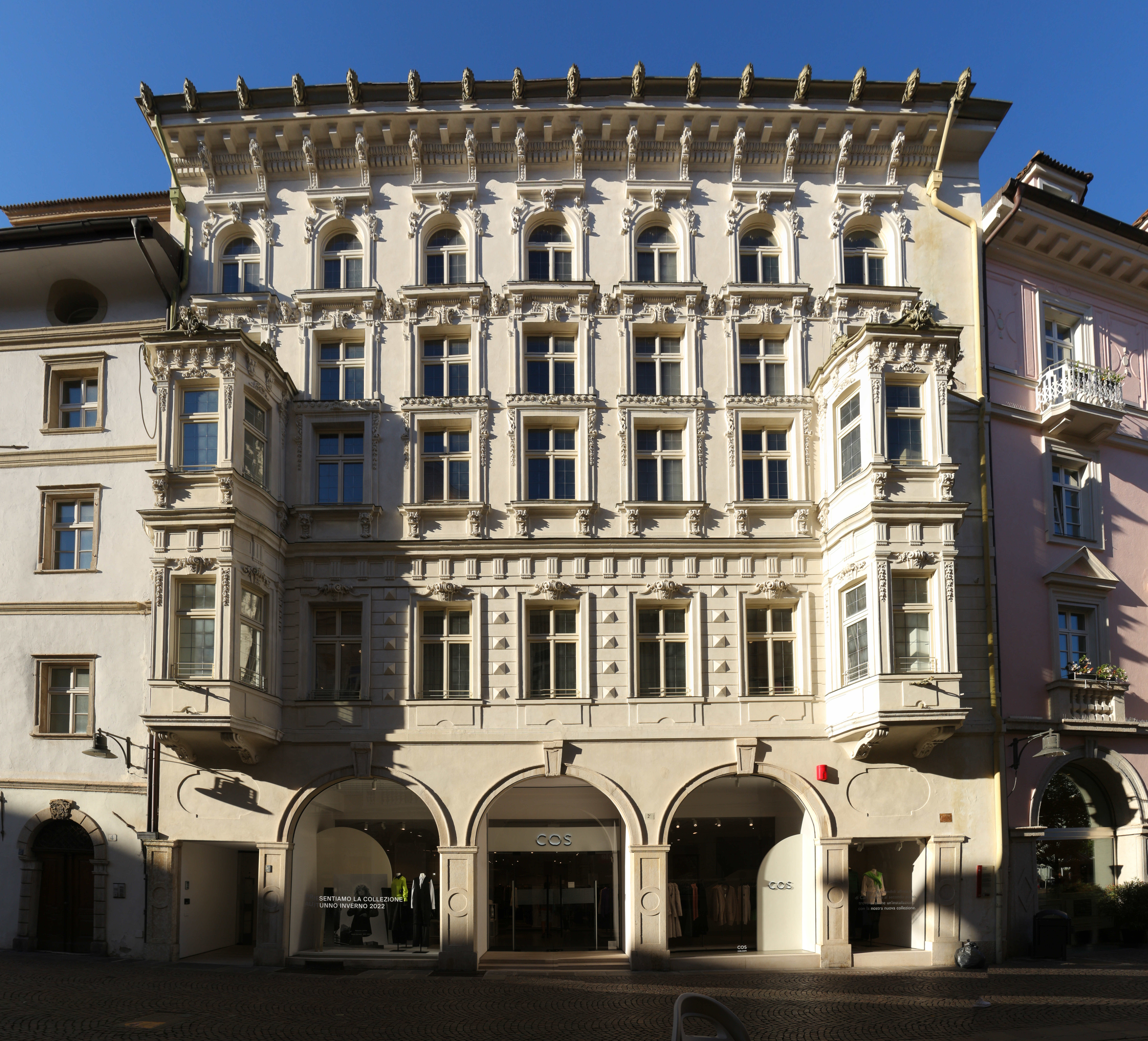
Palais Menz in Bozen

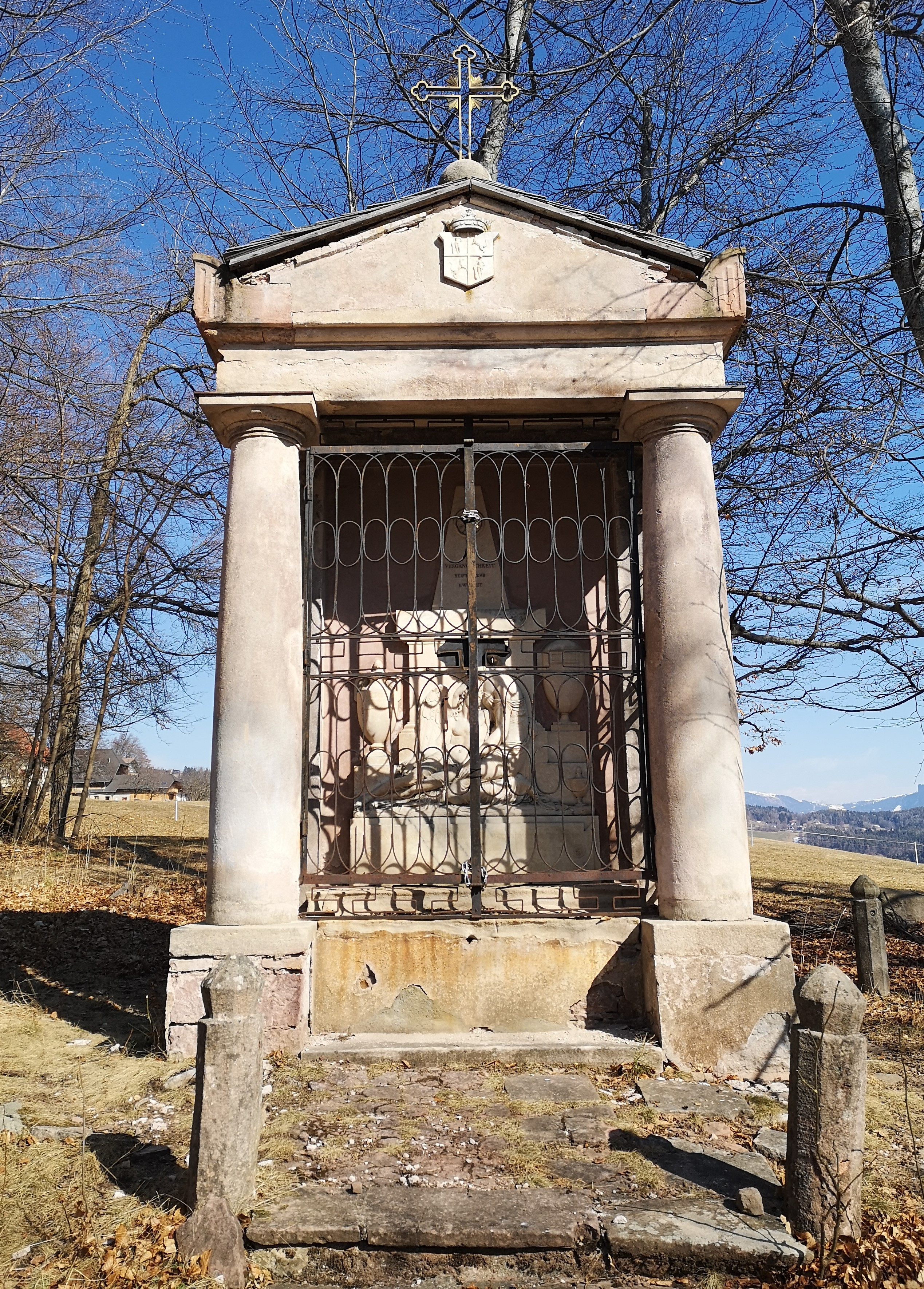
Die Grab-Ädikula in Maria Himmelfahrt am Grumeregg

Die Stammreihe beginnt mit Melchior Menz († 1633), der ursprünglich aus Kaltern stammte und Anfang des 17. Jahrhunderts nach Bozen zog. Am 12. Mai 1616 erlangten die Bürger von Bozen, Melchior, Peter, Hans und Alexander Mentz, in Innsbruck von Erzherzog Maximilian III. einen Wappenbrief. 1721 erhob Kaiser Karl VI. die Brüder Johann Peter und Georg Anton Menz in den erblichen Reichsritterstand. Johann von Menz, Inhaber einer Baugesellschaft, betrieb Landkultivierung, indem er im Jahr 1764 Sümpfe am Eisack trocken legte.
Der Sohn von Georg, Anton Melchior Maria von Menz (1755–1801) brachte es mit seinem Handelsunternehmen zu eines der reichsten Bürger Bozens. Während seines Aufenthalts in Bozen 1783 besuchte Kaiser Joseph II. sein Haus in der Laubengasse 22. Nach seinem Tod übernahm seine Witwe Anna geb. Gumer von Engelsburg das Firmengeschäft. Deren einziges Kind Annette von Menz (1796–1869) galt als reichste Erbin Bozens, die als sogenannte „Franzosenbraut“ in die Geschichte einging. Der Enkel von Johann Peter, Peter Paul von Menz, fungierte von 1807 bis 1810 als Bürgermeister von Bozen. Durch Kriege, Wirtschaftsblockaden, das Aufkommen neuer Handelswege und Erbteilung verloren die Menz im 19. Jahrhundert große Teile ihres Vermögens.
Spätere Generationen traten u. a. in staatliche Ämter. Der Sohn von Georg Paul, Karl von Menz (1778–1847) begann seine Ämterlaufbahn als Legationssekretär in Italien. Seit 1809 diente er als Unterintendant, der sich mehrmals im Quartier Andreas Hofers aufhielt und von dort aus berichtete. Von 1833 bis 1847 wirkte er als Hofrat der Staatskanzlei in Mailand, dem das Ritterkreuz des Leopoldordens verliehen wurde.

## Wappen
Blasonierung: Wappen quadrieret, in Feld eins und vier in Gold ein halber Wilder Mann; in Feld zwei und drei in Rot ein nach innen gekehrter, aufspringender, silberner Windhund mit schwarzem Halsband.

## Genealogie (Auswahl)
- Melchior Menz († 1633), aus Kaltern
  - Kaspar Menz († 1649), ⚭ 1638 Rosina von Kempter
    - Georg Menz (1638–1685), ⚭ 1662 Maria von Gumer
      - Johann Peter Menz (1690–1734), 1722 Reichsritterstand
        - NN von Menz
          - Peter Paul von Menz (1771–1840), Bürgermeister

      - Georg Menz (1664–1720), ⚭ 1687 Katharina von Mayrl
        - Georg Anton von Menz (1697–1762), ⚭ 1726 Anna Afra von Mayrl
          - Georg von Menz (1730–1755), ⚭ 1755 Maria Anna Eberschlager
            - Anton Melchior von Menz (1755–1801), ⚭ 1786 Maria Anna von Gumer
              - Annette von Menz (1796–1869), ⚭ 1816 Karl von Panzoldi, ⚭ 1819 Ludwig Graf von Sarnthein